# Thomas Hammarberg

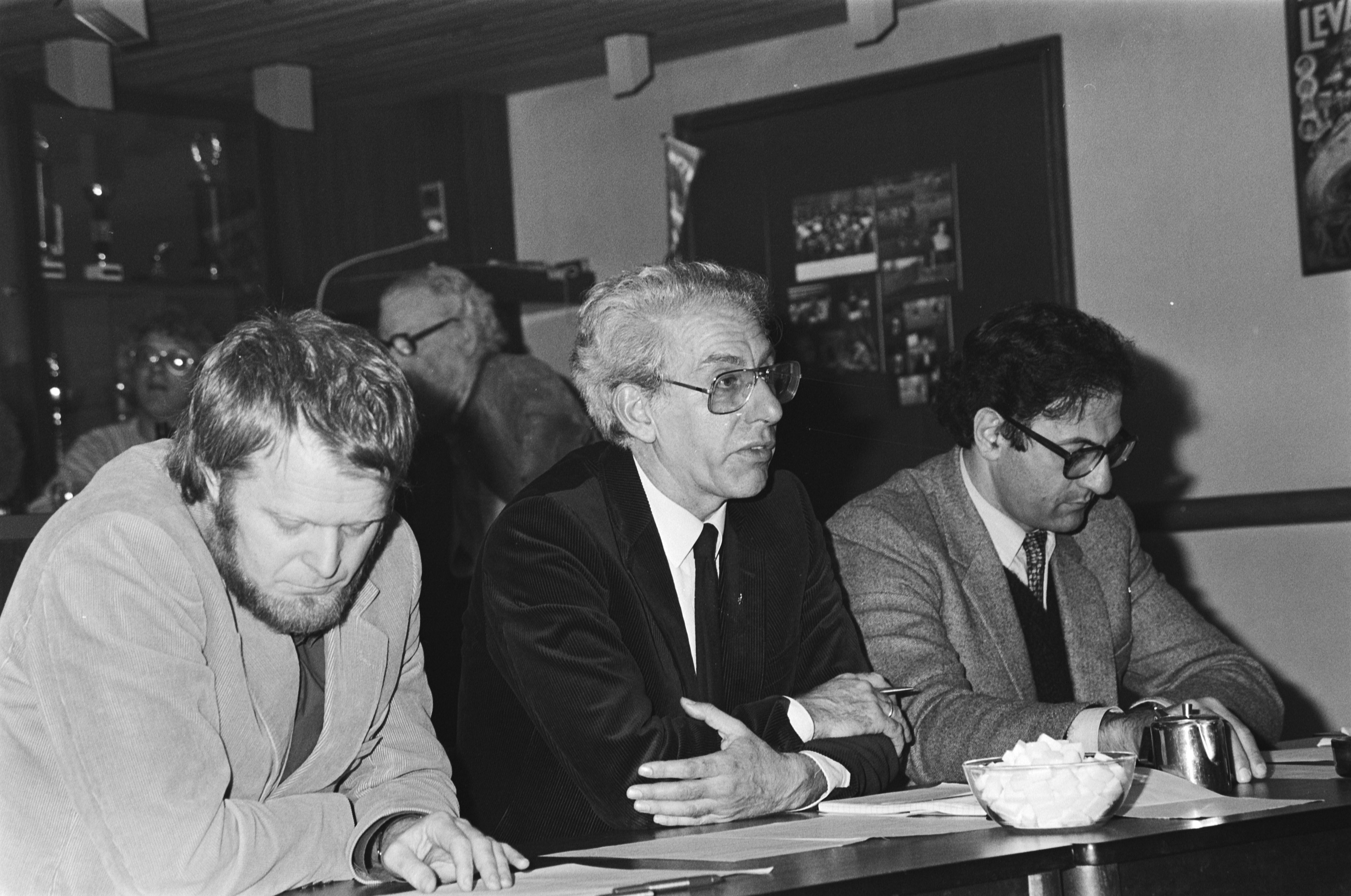
Presskonferens i samband med Amnesty Internationals kongress i Nederländerna, 1982. Från vänster: Thomas Hammarberg, Peter Baehr och José Zalaquett.

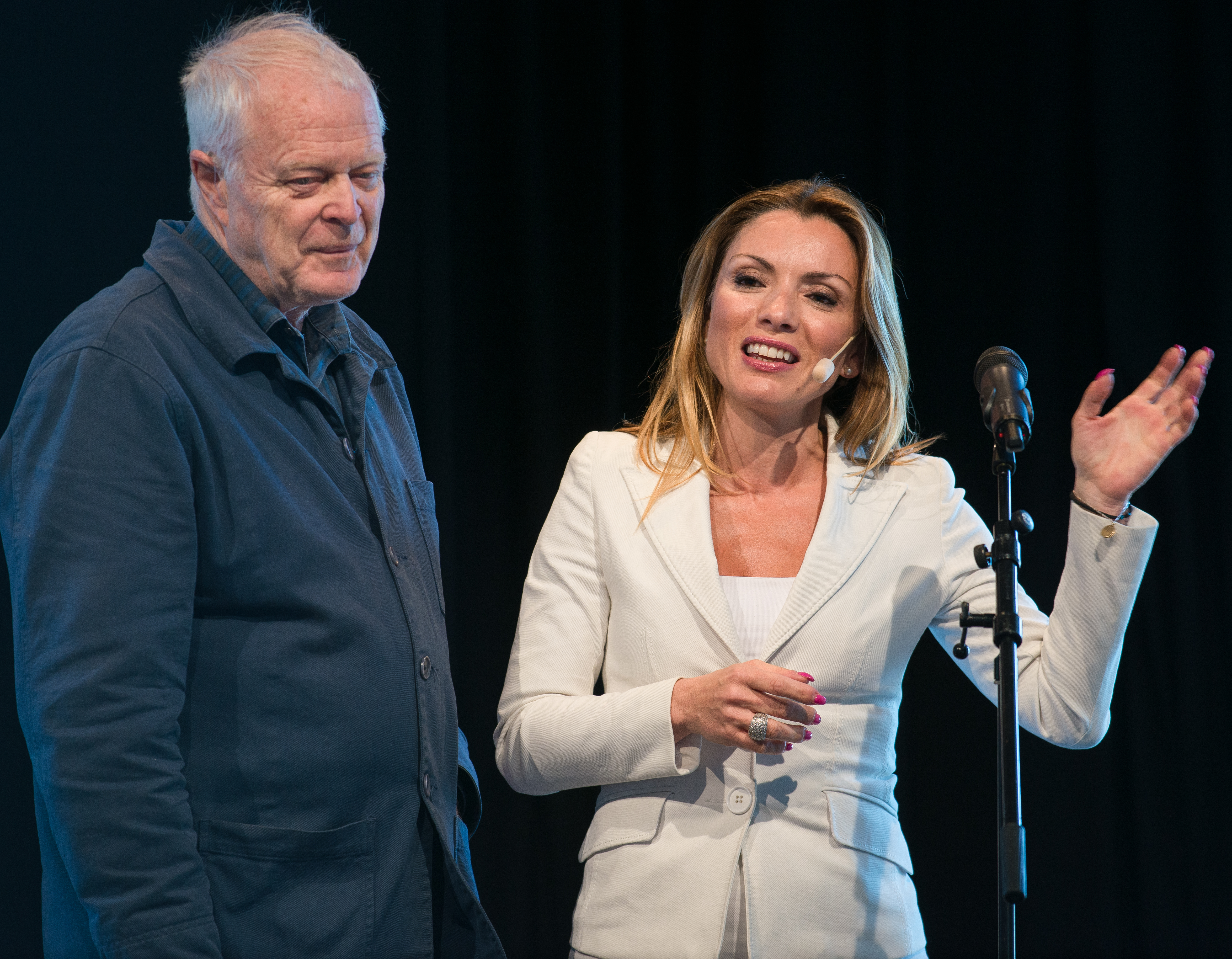
Thomas Hammarberg och Alexandra Pascalidou på seminariet Fred och diplomati på Kulturhuset Stadsteatern i Stockholm den 7 maj 2015 med anledning av 70-årsdagen av Fredsdagen i Europa 1945.

Thomas Viktor Asmund Hammarberg, född 2 januari 1942 i Örnsköldsvik, är en svensk ekonom, diplomat, journalist och politiker. Han var mellan 1 april 2006 och 31 mars 2012 Europarådets kommissionär för mänskliga rättigheter. 2018–2022 var han riksdagsledamot för Socialdemokraterna.

## Biografi
Thomas Hammarberg engagerade sig tidigt i politiken och var åren 1966–1969 ordförande i Folkpartiets ungdomsförbund. Han lämnade sedan Folkpartiet för Socialdemokraterna eftersom han menade att Folkpartiet inte tog tillräckligt avstånd från USA i samband med Vietnamkriget. Efter civilekonomexamen från Handelshögskolan i Stockholm 1968 arbetade han åren 1973–1976 som utrikeskommentator för Expressen och 1976–1978 för Dagens Eko.
Från 1970 till 1974 var Hammarberg ordförande för Amnesty Internationals svenska sektion, och mottog å Amnesty Internationals vägnar Nobels Fredspris 1977. Efter flera internationella uppdrag blev han internationell generalsekreterare för Amnesty International åren 1980–1986. 
Åren 1986–1992 var Hammarberg generalsekreterare för Rädda Barnen i Sverige. Han var svensk ambassadör med placering på Utrikesdepartementet 1994–2002, och arbetade i den rollen med mänskliga rättigheter och humanitära frågor. Parallellt fungerade han 1996–1999 som FN:s generalsekreterare Kofi Annans speciella representant (SRSG) för mänskliga rättigheter i Kambodja samt som FN-rådgivare för mänskliga rättigheter i Europa, Centralasien och Kaukasus 2001–2003. 
Hammarberg var 2002–2005 generalsekreterare för Olof Palmes Internationella Center. Mellan 1 april 2006 och 31 mars 2012 var han Europarådets kommissionär för mänskliga rättigheter.
2013 var han initiativtagare, tillsammans med Sveriges tidigare ambassadör i Rumänien Mats Åberg och artisten och människorättsaktivisten Hans Caldaras, till Nätverket för utsatta EU-medborgare. Han var 2014–2016 ordförande i regeringens utredningskommitté Kommissionen mot antiziganism.:3–4
2018–2022 var Hammarberg riksdagsledamot för Socialdemokraterna, invald i Stockholms kommuns valkrets. I riksdagen var han suppleant i konstitutionsutskottet och socialutskottet. I början av 2022 lämnade han riksdagen, vilket han motiverade med att "i riksdagen måste man vara beredd att kompromissa. Jag respekterar det och inser att så måste det vara. Men jag insåg att jag inte hade tillräckligt mycket att erbjuda i sådana sammanhang."
Hammarberg har också varit engagerad[källa behövs] i den multilaterala fredsprocessen i Mellanöstern, bland annat genom The Refugee Working Group. Han har varit aktiv för tillkomsten av FN:s Barnkonvention och under sex år satt han i den expertkommitté inom FN som övervakar att de stater som har ratificerat konventionen också lever upp till den.[källa behövs]
Hammarberg har skrivit ett stort antal böcker och artiklar om mänskliga rättigheter, speciellt om frågor som rör barn, flyktingar, minoriteter, xenofobi och romer, dödsstraff och tortyr samt om mänskliga rättigheter.
Hammarberg nominerades till priset Årets kurdvän hedersutmärkelse 2008 och utsågs 2013 till hedersdoktor vid samhällsvetenskapliga fakulteten vid Göteborgs universitet.
1996 var Hammarberg sommarpratare i Sveriges Radio. Den 19 mars 2023 var han gäst i Söndagsintervjun i P1.

## Priser och utmärkelser
- 2008 - RFSL-Stockholms pris Regnbågspriset.

## Böcker och skrifter
- 1970 – Det hatade Israel (PAN/Norstedts)
- 1978 – New information order – balance and freedom (Unesco)
- 1981 – Massmedia och vår bild av världen (Norstedts)
- 1990 – The rights of the child: the international convention: what it says and how it can change the status of children worldwide (Rädda Barnen)
- 1994 – Barnet och den politiska viljan: vad bör göras för barnets rättigheter? (Rädda Barnen)
- 1996 – Making reality of the rights of the child: the UN convention: what it says and how it can change the status of children worldwide (Rädda Barnen)
- 1998 – A School for Children with Rights (Unicef)
- 1999 – Mänskliga rättigheter: konventionen om barnets rättigheter (Utrikesdepartementet)
- 2000 – De palestinska flyktingarna: efter fem decenniers svek – äntligen dags? (Utrikesdepartementet)
- 2005 – Social rättvisa – Tjugo frågor om mänskliga rättigheter (Olof Palmes Internationella Center)
- 2009 – Human Rights in Europe: time to honour our pledges (Europarådet)
- 2011 – "Discriminations on Grounds of Sexual Orientation and Gender Identity in Europe" (Europarådet)